# NGC 6334
NGC 6334 (también conocida como Nebulosa Pata de Gato) es una nube de gas radiante o Nebulosa de emisión que parece la gigantesca huella de un gato cósmico recorriendo el Universo. está localizada en la constelación del Escorpión. Fue descubierta por el astrónomo John Herschel en 1837, quien la observó por primera vez desde el observatorio de Cabo de Buena Esperanza en Sudáfrica.
La nebulosa NGC 6334 está a unos 5.500 años-luz de distancia en la dirección de la constelación del Escorpión, cubre un área del cielo un poco mayor que la de la Luna llena. La nube tiene una extensión de unos 50 años-luz. La nebulosa se aprecia de color rojo, proveniente prevalentemente del gas de hidrógeno incandescente.